# Anisol
Anisol of methoxybenzeen is een kleurloze, brandbare vloeistof met een karakteristieke, aangename geur, lijkend op anijszaad. De verbinding kan formeel gezien worden als de ether van fenol en methanol en wordt daarom ook wel methylfenylether of methoxybenzeen genoemd.

## Synthese
Op industriële schaal wordt anisol bereid door fenol te laten reageren met dimethylsulfaat onder invloed van een base.

## Toepassingen
Anisol kan gebruikt worden als ingrediënt voor parfums, als oplosmiddel, als koelintermediair en als uitgangsstof bij de synthese van andere organische verbindingen. Zo kan anisol bijvoorbeeld in de ortho-positie gedeprotoneerd worden met n-butyllithium.

## Natuurlijk voorkomen
Anisol is een feromoon voor een aantal vlindersoorten en komt voor in verschillende plantensoorten.